# Save The Green Planet!
Save The Green Planet! (coreano: 지구를 지켜라!, ¡Jigureul Jikyeora!) es una película de ciencia ficción psicológica de comedia oscura absurdista surcoreana escrita y dirigida por Jang Joon-Hwan, estrenada el 4 de abril de 2003. La historia básica comienza cuando el personaje principal, el desequilibrado Lee Byeong-Gu, secuestra a otro hombre, convencido de que este último es un extraterrestre.

## Trama
Byeong-Gu, un hombre infantil que cree que los extraterrestres de Andrómeda PK 45 están a punto de atacar la Tierra, está seguro de que él es el único que puede impedirlos. Con su novia infantil, artista de circo Su-Ni, secuestra a un poderoso ejecutivo farmacéutico, Kang Man-Shik, a quien cree que es un extraterrestre de alto rango capaz de contactar al príncipe de Andrómeda durante el próximo eclipse. Después de encarcelar al hombre en su taller del sótano, Byeong-gu procede a torturarlo (inicialmente intenta anular los transmisores del extraterrestre usando un analgésico líquido coreano, mulpad, que contiene maleato de clorfeniramina y una " toalla italiana " utilizada por los Ttaemiris coreanos ).
Pronto parece que la compañía del ejecutivo envenenó a la madre de Byeong-Gu en una prueba farmacéutica, y que es una venganza alimentada por una psicosis que hace que Byeong-Gu crea que el ejecutivo es un extraterrestre; no sólo tiene un delirio infantil, sino que también está clínicamente loco y es odioso a pesar de su comportamiento feliz de "salvador de la Tierra" y su relación amorosa con Su-Ni.
Cuando un detective llama para investigar la desaparición de Man-Shik, el ejecutivo intenta escapar, pero Byeong-Gu lo frustra. Al principio, el detective no encuentra nada inusual gracias a los intentos de Byeong-Gu de ocultar su participación, pero al salir ve al perro de Byeong-Gu (apropiadamente llamado Tierra) royendo los huesos de las piernas de las víctimas pasadas de su amo. Después de contactar a un compañero de la fuerza policial, las abejas mascota de Byeong-Gu lo matan, luego lo cortan y se lo dan de comer al perro. Byeong-Gu luego crucifica al ejecutivo y le rompe la pierna con el dorso de su hacha para castigarlo por su intento de fuga. En un movimiento desesperado, el ejecutivo convence a Byeong-Gu de que la botella de benceno en el baúl de su auto es el antídoto para su madre en coma.
Mientras Byeong-Gu corre hacia el hospital para entregar el antídoto, el ejecutivo se libera pasando las manos por los clavos. Luego se adentra más en la guarida de su captor y encuentra evidencia de su sombría investigación. Las fotos de cadáveres mutilados están llenas de cuadernos garabateados con sangre, mientras que las manos y los cerebros de "sujetos" del pasado residen en frascos. Al leer los diarios, el ejecutivo descubre el traumático pasado de Byeong-Gu: su padre era un minero de carbón que perdió uno de sus brazos debido a su trabajo peligroso y fue asesinado por su esposa cuando intentó atacarla a ella y a su hijo. El niño fue golpeado en la escuela y fue víctima de los sádicos caprichos de sus crueles maestros. Mostró signos tempranos de violencia, como apuñalar a un compañero de escuela con un cuchillo de cocina. Luego, su madre fue envenenada en el incidente antes mencionado y en una protesta su exnovia fue asesinada a golpes. Poco a poco se volvió loco por la violencia que lo rodeaba. El niño crecería hasta convertirse en Byeong-Gu.
Mientras esto sucede, el compañero del detective muerto llega y encuentra al frenético ejecutivo. Y Byeong-Gu, después de correr desesperadamente al hospital para darle el "antídoto" a su madre en coma y matarla, se enfurece cada vez más. Regresa a casa para matar al extraterrestre, sólo para encontrar al detective allí también. Después de una breve lucha y un extraño giro de los acontecimientos, los captura a ambos y planea matarlos a ambos. El frenético ejecutivo luego admite ser un extraterrestre y procede a contar una historia extravagante que se remonta a la época de los dinosaurios (la historia está fuertemente inspirada en la historia bíblica y escenas de parodias de 2001: Odisea en el espacio), sobre cómo era su raza. Originalmente intentaba salvar a la humanidad de un gen suicida (que lleva a matar a un miembro de su propia especie) experimentando con el código genético de su madre. También acepta (aunque se da cuenta de que la historia podría estar basada en las notas de investigación extraterrestre que leyó), en lo que parece ser un movimiento para ganar tiempo, contactar al príncipe alienígena en la fábrica de la compañía farmacéutica.
Byeong-Gu le deja al detective todas sus notas y le dice que si no logra sobrevivir, tendrá la responsabilidad de salvar el planeta. En la fábrica, el ejecutivo activa un brazo robótico controlado por computadora para matar a Su-ni y, después de una larga lucha, golpea a su captor casi hasta matarlo. Cuando llega la policía, disparan a Byeong-Gu y, mientras muere desangrado, se pregunta en voz alta: "¿Ahora quién salvará la tierra?".
Cuando los extraterrestres, que siempre fueron reales, llegan y transportan al ejecutivo a bordo de su nave, nos enteramos de que, de hecho, es el propio rey alienígena. Disgustado y enojado por la tortura, la corrupción y los males del mundo, considera que la Tierra es un experimento fallido y la destruye desde la creación. A medida que avanzan los créditos, las fotografías resumen todo el viaje de la vida de Byeong-Gu, enfocándose en los hermosos y felices momentos de un niño y un hombre con su padre, su madre y Su-Ni.

## Elenco
- Shin Ha Kyun como Lee Byeong-Gu
- Baek Yoon Sik como Kang Man-Shik
- Hwang Jeong-min como Su-Ni
- Lee Jae-yong como detective Choo
- Lee Ju Hyeon como detective Kim
- Gi Ju Bong como Líder de escuadrón Lee
- Ye Soo-jung como La madre de Byung Goo

## Producción
A Jang se le ocurrió por primera vez la idea de ¡Save The Green Planet! mientras ve la película Misery. Lo disfrutó, pero estaba decepcionado por la falta de profundidad del personaje de Annie Wilkes y, en consecuencia, decidió que si hacía una película sobre un secuestro, sería escenificada desde el punto de vista del secuestrador. Más tarde, Jang se topó con un sitio web chiflado que acusaba al actor Leonardo DiCaprio de ser un extraterrestre que quería conquistar la Tierra seduciendo a todas sus mujeres, y decidió combinar los dos conceptos.

## Remake
En mayo de 2020, se anunció que CJ Entertainment produciría una nueva versión en inglés de la película de culto con el dúo de realizadores Ari Aster y Lars Knudsen, cuyos créditos incluyen Midsommar y Hereditary. En febrero de 2024, se informó que Yorgos Lanthimos iba a dirigir la versión, con Aster produciendo junto con Ed Guiney y Andrew Lowe de Element Pictures.

## Premios y nominaciones

### Premios Del Cine Dragón Azul
- Mejor actor de reparto: Baek Yoon Sik
- Mejor director revelación: Jang Joon-hwan
- Festival Internacional De Cine Fantástico De Bruselas[5]
- Premio Cuervo Dorado
- Festival Internacional De Cine Independiente De Buenos Aires
- Mejor actriz: Hwang Jeong-min
- Premio ADF de Cinematografía

Premios Al Montaje Del Director
- Mejor director revelación: Jang Joon-hwan

Premios Gran Campana
- Mejor actor de reparto: Baek Yoon Sik
- Mejor director revelación: Jang Joon-hwan
- Mejor sonido

Premios Del Cine Coreano
- Mejor actor de reparto: Baek Yoon Sik
- Mejor director revelación: Jang Joon-hwan
- 25.º Festival Internacional De Cine de Moscú
- Nominación - San Jorge de Oro
- San Jorge de Plata

Festival Internacional de Cine Fantástico de Bucheon
- Lo mejor de Bucheon

Premios De La Crítica De Cine De Busan
- Mejor película
- Mejor actor: Shin Ha-kyun
- Mejor director revelación: Jang Joon-hwan
- Festival Internacional De Cine De Róterdam
- Mención especial del premio KNF